# Гуаратуба
Гуаратуба (порт. Guaratuba) — муниципалитет в Бразилии, входит в штат Парана. Составная часть мезорегиона Агломерация Куритиба. Входит в экономико-статистический микрорегион Паранагуа. Население составляет 34 100 человек на 2006 год. Занимает площадь 1325,883 км². Плотность населения — 25,7 чел./км².

## История
Город основан 5 декабря 1765 года.

## Статистика
- Валовой внутренний продукт на 2003 год составляет 144 754 596,00 реалов (данные: Бразильский институт географии и статистики).
- Валовой внутренний продукт на душу населения на 2003 год составляет 4675,23 реалов (данные: Бразильский институт географии и статистики).
- Индекс развития человеческого потенциала на 2000 год составляет 0,764 (данные: Программа развития ООН).

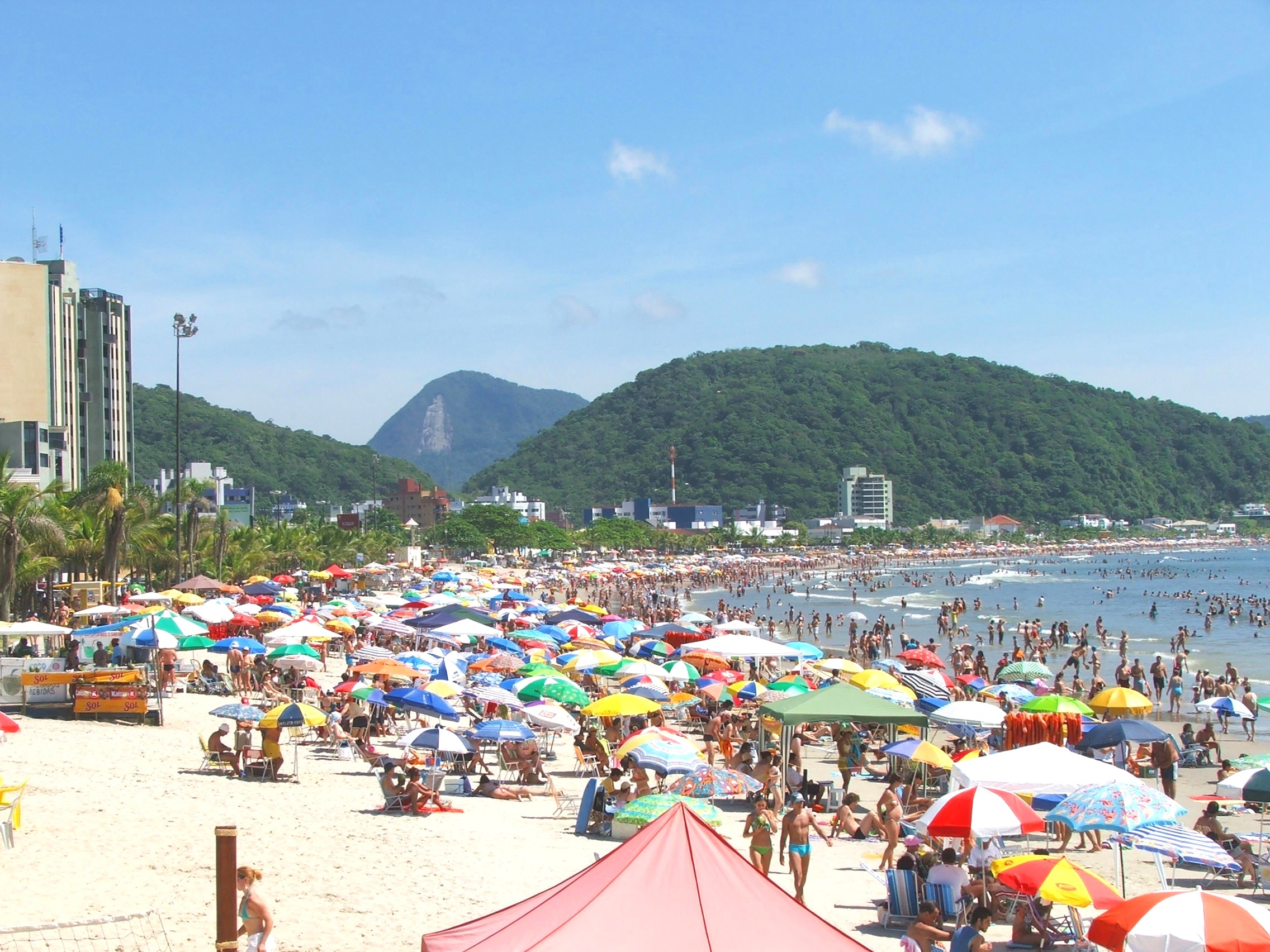